# 怪談百物語
『怪談百物語』（かいだんひゃくものがたり）は、2002年にフジテレビ系火曜時代劇で放送されたスーパー時代劇第2弾。2002年8月13日放送開始、2002年12月3日放送終了。主題歌はMIO「Mother's Eternity」。
新旧問わず怪談を原作とした一話完結の時代劇。唯一のレギュラーである竹中直人演じる陰陽師蘆屋道満の末裔・蘆屋道三が視聴者に対し主役の人物を語るその回想によって物語が展開する。2005年8月2日には『怪談スペシャル』としてほぼ同様の番組が放送されている。

## キャスト
- 蘆屋道三 - 竹中直人[2]
- 小夜 - 大村彩子
- お吉 - 鷲尾真知子
- 甚太 - 緋田康人
- 幸兵衛 - 芝本正

## スタッフ
参照：『宇宙船 YEAR BOOK 2003』
- 企画 - 保原賢一郎、西岡善信（映像京都）
- プロデュース - 中島久美子、後藤博幸、酒井実
- CG - 竹内真由美（1、8）、伊藤珠緒（2 - 7、9、11）、鈴木鉄平（10）
- 特殊メイク - 原口智生（1 - 7）、森田誠（8 - 11）
- 音楽 - 岩代太郎
- 主題歌 - 「Mother's Eternity」MIO

## 放送内容
参照：『宇宙船 YEAR BOOK 2003』
| 回     | 放送日   | 題名                                      | 出演者 | 脚本            | 演出     | 視聴率 |
| ------ | -------- | ----------------------------------------- | --- | --------------- | -------- | ------ |
| 第1回  | 8月13日  | 四谷怪談                                  | 菅野美穂、原田龍二、火野正平、田山涼成、川村亜紀、藤井康次、大石昭弘、加藤正記                                                                                           | 田村恵          | 河毛俊作 | 15.1%  |
| 第2回  | 8月20日  | 雪女                                      | 松雪泰子、萩原聖人、金子貴俊、甲本雅裕、横山あきお、高村晃平、中村健人、森崎えいじ、丸尾好広、村中龍人                                                                   | 高木登 三宅隆太 | 鶴田法男 | 14.7%  |
| 第3回  | 9月3日   | うば捨て山                                | ユースケ・サンタマリア、浅香光代、石橋蓮司、秋山菜津子、青野敏行、大久保幸治、越中晃一、今田友理香、及川綾                                                               | 飯野陽子        | 林徹     | 12.1%  |
| 第4回  | 9月17日  | 番町皿屋敷                                | 木村佳乃、吹越満、おかやまはじめ、加賀まりこ、金田明夫、畠山明子、金子珠美、柴田善行、まついきよし、福山俊郎、上瀧昇一郎、東田達夫                                       | 前川洋一        | 小林和宏 | 9.9%   |
| 第5回  | 10月22日 | 耳なし芳一                                | 岸谷五朗、星野真里、宇梶剛士、織本順吉、椎名英姫、西守正樹、本田博太郎、徳田興人、磯部公彦、紅萬子、星野美恵子                                                           | 高山直也        | 林徹     | 9.5%   |
| 第6回  | 10月29   | 狼男                                      | 窪塚洋介、奥田瑛二、水川あさみ、平田満、松澤一之、京晋佑、柴崎蛾王、金子貴俊、田中要次、船木誠勝、神威杏次、富永研司、栗田梨子、山本容子、渋谷めぐみ、夏山剛一、辻本一樹 | 三宅隆太        | 河毛俊作 | 5.6%   |
| 第7回  | 11月5日  | かぐや姫                                  | りょう、谷啓、田根楽子、木下ほうか、皆川猿時、石井康太、谷原章介、伊藤明賢、六角慎司、木下明水、野崎数馬、松本元、當宮利一、泉祐介、鍋島浩、加藤正記、真名順子           | 高橋美幸        | 田島大輔 | 7.1%   |
| 第8回  | 11月12日 | 雨月物語                                  | 椎名桔平、富田靖子、佐藤江梨子、山本學、山田明郷、奥村公延、橘実里、西園寺章雄、宮田圭子、坂下百合子                                                                     | 成瀬活雄        | 河毛俊作 | 6.7%   |
| 第9回  | 11月19日 | ゴースト （原作：藤沢周平『遠ざかる声』） | 仲村トオル、松下由樹、池脇千鶴、渡辺哲、三浦理恵子、ふせえり、まついきよし、杉田林太郎、松尾勝人、安田美香、宇仁貫三                                                     | 浅野妙子        | 山下智彦 | 6.7%   |
| 第10回 | 11月26日 | 怪談源氏物語                              | 片平なぎさ、波乃久里子、野波麻帆、保坂尚輝、及川綾、山崎銀之丞、西尾まり、住田隆、浅井江理名、田中美紀、金澤江美、安田理英、宮村優子                                     | 十川誠司        | 小林和宏 | 8.0%   |
| 第11回 | 12月3日  | 牡丹燈籠                                  | 瀬戸朝香、北村一輝、佐野史郎、木村多江、中丸新将、岩松了、池田勝志、梅林亮太、吉田勝浩                                                                                   | 真柴あずき      | 小林和宏 | 10.2%  |